# Czenstochower Cajtung
Czenstochower Cajtung („Gazeta Częstochowska”) – częstochowski tygodnik polityczno-społeczny mniejszości żydowskiej o umiarkowanej linii politycznej, wydawany w języku jidysz. 
Redagowany przez Izraela Płockiera, a następnie przez S. Franka. Ukazywał się w latach 1918–1939 (początkowo jako dziennik) w nakładzie 900–1400 egzemplarzy (większość sprzedawano w prenumeracie). „Czenstochower Cajtung” był najdłużej wydawanym czasopismem częstochowskich Żydów.